# Bill Murray
William James (Bill) Murray (Wilmette (Illinois), 21 september 1950) is een Amerikaanse acteur en komiek. Voor zijn rol in Lost in Translation werd hij genomineerd voor een Oscar. Meer dan 25 andere filmprijzen werden hem daadwerkelijk toegekend, waaronder een American Comedy Award, een BAFTA Award, een Golden Globe en een Golden Satellite Award.
Murray heeft tevens film- en televisieproducent, filmregisseur, televisie-editor en scenarioschrijver op zijn cv staan.

## Levensloop
Murray groeide op in zijn geboorteplaats Wilmette. Hij is de vijfde uit een gezin van negen kinderen. Drie van zijn broers zijn ook acteurs: John, Joel en Brian. Ze speelden alle vier samen in de film Scrooged.
Murray studeerde aan de Regis-universiteit. Hij startte zijn carrière als lid van het komisch gezelschap Second City uit Chicago. Na het vertrek van Chevy Chase bij Saturday Night Live werd Murray in 1977 gevraagd als zijn opvolger. Hij bleef deel uitmaken van de filmploeg tot 1980.
Meestal speelt Murray komische filmpersonages, dikwijls droogkomisch of luid en beledigend. Tot zijn rollen in dit genre behoren bijvoorbeeld die in Caddyshack, Ghostbusters, Groundhog Day en Lost in Translation. Niettemin vertolkte hij daarnaast ook serieuzere rollen, zoals in Mad Dog and Glory, The Razor's Edge en Rushmore.
Murray was van 1981 tot 1994 getrouwd met Mickey Kelley, met wie hij twee zonen kreeg. Hij hertrouwde in 1997 met de zestien jaar jongere Jennifer Butler, maar ook dit huwelijk liep spaak, in 2008. Met haar kreeg Murray nog vier zoons.

## Filmografie

### Televisieseries
- The Now – Dr. Robert Flaherty (5 afl., 2021)
- Alpha House – Senator Vernon Smiths (3 afl., 2013-2014)
- Olive Kitteridge – Jack Kennison (2 afl., 2014)
- American Chopper: The Series – rol onbekend (afl. "Celebrity Build: Bill Murray", 2006)
- Saturday Night Live – verschillende rollen (75 afl., 1977–1999)
- Stories from My Childhood – Geppeto (stem, afl. "Pinocchio and the Golden Key", 1998)
- Square Pegs – Mr. McNulty (afl. "No Substitutions", 1983)
- SCTV Network 90 – verschillende rollen (afl. "The Days of the Week/Street Beef", 1982)

Bill Murray trad als gast op in de eerste (1982) en laatste (2015) talkshow van David Letterman.

## Games
- Ghostbusters the Game – Peter

- Bibsys: 90933881
- Biblioteca Nacional de España: XX1260970
- Bibliothèque nationale de France: cb13897814d (data)
- Catàleg d'autoritats de noms i títols de Catalunya: 981058519588006706
- Gemeinsame Normdatei: 129616192
- International Standard Name Identifier: 0000 0001 1775 0359
- Library of Congress Control Number: n85039269
- Nationale Bibliotheek van Letland: 000245240
- MusicBrainz: 2c63ab97-9552-4916-b4d2-c2ac11a2a51e
- National Archives and Records Administration: 10568843
- Nationale Bibliotheek van Tsjechië: xx0018299
- Nationale bibliotheek van Australië: 40018292
- Nationale Bibliotheek van Israël: 987007342635405171
- Nationale Bibliotheek van Polen: a0000002980911
- Nederlandse Thesaurus van Auteursnamen: 071436421
- Système universitaire de documentation: 070059446
- Trove: 900491
- Virtual International Authority File: 38338048
- WorldCat: E39PBJd3Qx3cg8jVKDMjwHTPwC